# علي أحمد الرفاعي
علي أحمد الرفاعي، روائي ومترجم سوداني من مواليد 9 أغسطس 1948، فاز بعدة جوائز أدبية، أهمها جائزة كتارا للرواية العربية للعام 2016
، في فئة الروايات غير المنشورة، يعمل حالياً مزاراعاً بقريته في الولاية الشمالية، أب لثلاث بنات: تيسير، بلقيس وسلمى.

## النشأة والميلاد
ولد بمدينة عطبرة، وأقام قليلاً مع أسرته في مدينة شندي التي إنتقلوا إليها عام 1950، بعد تقاعد والده من مصلحة السكة حديد، وفي العام 1952 إنتقلوا إلى موطنهم في منطقة القرير بمحلية مروي في الولاية الشمالية

## الدراسة والتكوين
تلقى تعليمه الأولي بمدرسة دام في الولاية الشمالية، وتنقل في دراسته الثانوية بين عطبرة، ومدرسة كسلا الحكومية، ومدرسة حنتوب الثانوية، تخرج في جامعة الخرطوم كلية الآداب، وعمل مشرفاً إدارياً ومترجماً بمعسكر غابات غُرَابَه الصحراوي، تم كاتباً ومترجماً بقوة دفاع أبو ظبي بدولة الإمارات العربية المتحدة، ثم عمل مدرساً بمنطقة سرت في ليبيا.

## الجوائز
1. نال جائزة الطيب صالح للإبداع الروائي التي ينظمها مركز عبد الكريم ميرغني الثقافي بأم درمان في دورتها الثانية عام 2004، عن روايته قبيلة من وراء خط الأفق.
2. فاز مناصفة في الدورة الثالثة من جائزة الطيب صالح للإبداع الروائي في العام 2005 عن روايته “كي لا يستيقظ النمل”.
3. أحرزت روايته “شبابيك الوجه الآخر” المرتبة الثانية في جائزة الطيب صالح العالمية للإبداع الكتابي التي تنظمها شركة زين للإتصالات في دورتها الرابعة في عام 2014
4. حاز على جائزة كتارا للرواية العربية فئة الروايات غير المنشورة عن رواية “جينات عائلة ميرو” عام 2016[3]

1. كما حاز على جائزة أفضل رواية قابلة للتحويل إلى عمل درامي من بين الروايات غير المنشورة الفائزة بجائزة كتارا للرواية العربية في عام 2016.

## أعماله الأدبيّة
1. رواية الشمس تغيب الي أعلي 2002.
2. رواية قبيلة من وراء خط الأفق 2005.
3. رواية الطاحونة.
4. رواية النيل يعبر إلى الضفّة الأُخرى.
5. رواية جينات عائلة ميرو.
6. له ديوان شعر لم يُنشر.

## نَص من رواية جينات عائلة ميرو؛ الفائزة بجائزة كتارا
البطل الرّئيس في الرواية المشهور بلقبه (البانسلين)، امتطى الطائرة السُودانية من الخرطوم في طريقه إلى كانو بنيجيريا باحثاً عن فرصة عمل بالتدريس بنيجيريا، بعد أن قضى عطلة طويلة بالوطن. تعارفا بالطائرة وتآنسا. البانسلين سكن مع مجذوب الخير بيته الواقع بمقاطعة كادونا بشمال نيجيريا؛ إذ كان مجذوب قد ترك عائلته Funtua بمدينة فنتوا بالسودان. البانسلين لم يوفق في الالتحاق بالتدريس؛ إذ دخل نيجيريا بتأشيرة زيارة. جلس الصديقان بسينما فنتوا لمشاهدة فيلم سينمائي. تقرّبت فتاة تجلس مجاورة للبانسلين إلية بثمرة قُورُو.. تحادثا قليلاً وغادرا دار السينما. ذهب البانسلين بتلك الفتاة إلى بيت صديقه مجذوب.
فجأَة تحوَّلت بنت الليل تلك إلى ضابطة شرطة برتبة عقيد. من هنا بدأت رحلة الصديقين بعالم الجن، إلى أن تزوّج البانسلين تلك الفتاة وتزوّج صديقه مجذوب توأمتها. أسلكت هاتان الفتاتان وعائلتهما الصديقين بعد تجارب مريرة مليئة بالغرائب في عالم الجن حتَّى صارا يعرفان عن عالم الجن أكثر ممَّا يعرفان عن عالم الشر، ورُزقا بذرية كثيرة من الفتاتين لها خصائص الجن وطباع البشر.

## وصلات خارجية
- سودانيز أون لاين
- سودارس نقلاً من جريدة الانتباهة السودانية.